# Więzadło tętnicze

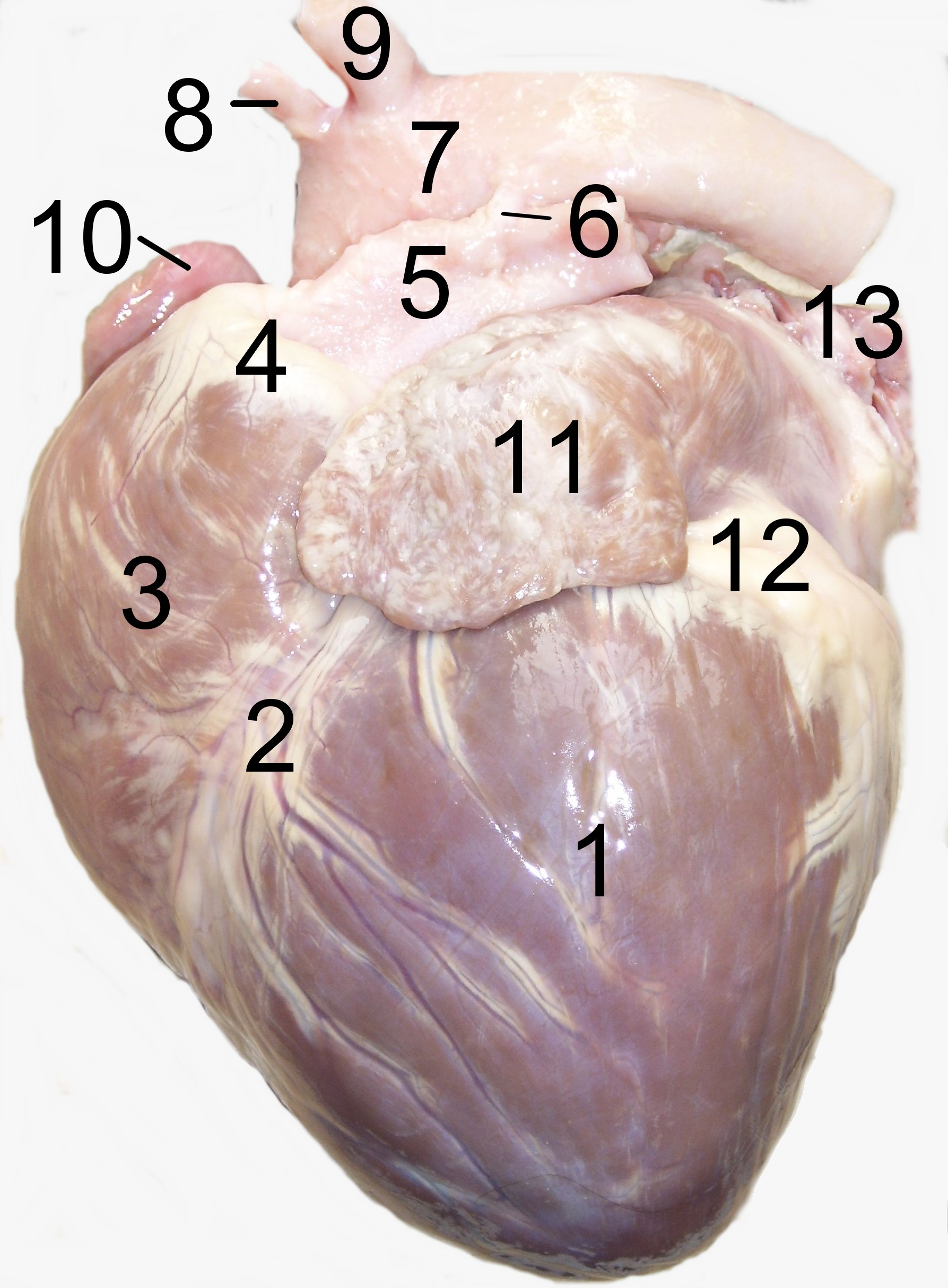
Serce psa – więzadło tętnicze oznaczone numerem 6

Więzadło tętnicze, więzadło Botalla (łac. ligamentum arteriosum, ligamentum Botalli) – zarośnięte naczynie krwionośne łączące łuk aorty z pniem płucnym. Jest pozostałością przewodu tętniczego, który fizjologicznie i anatomicznie zamyka się po urodzeniu. Nazwa eponimiczna upamiętnia włoskiego anatoma Leonarda Botalla, który jako jeden z pierwszych opisał tę strukturę anatomiczną.